# Eisenborn
Eisenborn (lb. Eesebuer) – wieś (Uertschaft) w środkowym Luksemburgu, w kantonie Grevenmacher, w gminie Junglinster. Do 3 października 2015 miejscowość leżała w dystrykcie Grevenmacher. Liczy 329 mieszkańców (1 stycznia 2023).